# Konstantin Szafranow
Konstantin Witaljewicz Szafranow, ros. Константин Витальевич Шафранов (ur. 11 września 1968 w Ust-Kamienogorsku, Kazachska SRR) – kazachski hokeista, reprezentant Kazachstanu, dwukrotny olimpijczyk, trener.

## Kariera zawodnicza
- Torpedo Ust-Kamienogorsk (1985-1988)
- SKA Nowosybirsk (1988-1989)
- / Torpedo Ust-Kamienogorsk (1989-1994)
- Detroit Falcons (1993/1994)
- Mietałłurg Magnitogorsk (1994-1995)
  -  Mietałłurg 2 Magnitogorsk (1994-1995)
- Fort Wayne Komets (1996)
- St. Louis Blues (1996)
- Worcester IceCats (1996-1997)
- Fort Wayne Komets (1997-1998)
- Mietałłurg Magnitogorsk (1998-1999)
- Fort Wayne Komets (1999-2000)
- Grand Rapids Griffins (1999/2000)
- Providence Bruins (1999/2000)
- Sibir Nowosybirsk (2000-2001)
- CSKA Moskwa (2001-2002)
- Chimik Woskriesiensk (2002-2003)
- Torpedo Niżny Nowogród (2003-2005)
- Krylja Sowietow Moskwa (2005-2006)
- Torpedo Niżny Nowogród (2006-2007)
  -  Torpedo 2 Niżny Nowogród (2006/2007)
- Fort Wayne Komets (2007-2010)

Karierę rozwijał w macierzystym klubie Torpedo Ust-Kamienogorsk pod koniec istnienia ZSRR i na początku niepodległego Kazachstanu. W sezonie 1993/1994 wyjechał do Stanów Zjednoczonych, potem ponownie w 1996 i występował w zespołach z rozgrywek IHL, AHL, epizodycznie w NHL (w barwach St. Louis Blues pięć spotkań) oraz UHL. Od 2000 grał przez siedem lat w zespołach rosyjskich, a w 2007 po raz trzeci wyjechał do USA i rozegrał trzy ostatnie sezony w barwach Fort Wayne Komets.
W barwach Kazachstanu uczestniczył w turniejach mistrzostw świata edycji 1993, 1994 (Grupa C), 1998 (Grupa A), 2001 (Dywizja I), 2005, 2006, 2010 (Elita). Zimowej Uniwersjady 1991 oraz zimowych igrzysk olimpijskich 1998, 2006.

## Kariera trenerska
- Fort Wayne Komets (2013-2016), asystent trenera
- Amur Chabarowsk (2017-2018), asystent trenera
- Awtomobilist Jekaterynburg (2018-2020), asystent trenera
- Awangard Omsk (2020-2021), asystent trenera
- Rosyjski Komitet Olimpijski (2021), asystent trenera
- SKA Sankt Petersburg (2021-), asystent trenera

Po zakończeniu kariery został trenerem. Początkowo pracował jako asystent w klubie Fort Wayne Komets (w lidze ECHL), w których wcześniej występował. Po powrocie do Rosji w lipcu 2017 wszedł do sztabu trenerskiego Amura Chabarowsk. Od połowy 2018 przez dwa sezony do kwietnia 2020 był asystentem w Awtomobiliście Jekaterynburg. W maju 2020 dołączył do sztabu Awangarda Omsk, skąd odszedł rok później. Podczas turnieju MŚ 2021 był asystentem w sztabie ekipy Rosyjskiego Komitetu Olimpijskiego. W lipcu 2021 został zaangażowany do sztabu szkoleniowca Walerija Bragina w SKA. Rok potem w lipcu 2022 jako specjalista od pracy z napastnikami pozostał w sztabie trenera Romana Rotenberga w tym klubie.

## Osiągnięcia
Zawodnicze klubowe
- Złoty medal mistrzostw Kazachstanu: 1993, 1994 z Torpedo Ust-Kamienogorsk
- Brązowy medal mistrzostw Rosji: 1995 z Mietałłurgiem Magnitogorsk
- Złoty medal mistrzostw Rosji: 1999 z Mietałłurgiem Magnitogorsk
- Złoty medal Europejskiej Hokejowej Ligi: 1999 z Mietałłurgiem Magnitogorsk
- Mecz o Superpuchar IIHF: 1999 z Mietałłurgiem Magnitogorsk
- Awans do Superligi: 2002 z CSKA Moskwa, 2007 z Torpedo Niżny Nowogród
- Złoty medal wyższej ligi: 2007 z Torpedo Niżny Nowogród
- Turner Cup – mistrzostwo IHL: 2008, 2009, 2010 z Fort Wayne Komets

Zawodnicze indywidualne
- Liga rosyjska 1994/1995:
  - Nagroda „Najlepsza Trójka” dla tercetu najskuteczniejszych strzelców ligi (oraz Aleksandr Korieszkow i Jewgienij Korieszkow) - łącznie 83 gole
- IHL (1995/1996)
  - Najlepszy pierwszoroczniak sezonu (Garry F. Longman Trophy)
- IHL (1997/1998)
  - Drugi skład gwiazd
- Europejska Hokejowa Liga 1998/1999:
  - Pierwsze miejsce w klasyfikacji asystentów: 8 asyst

Szkoleniowe klubowe
- Puchar Gagarina: 2021 z Awangardem Omsk
- Złoty medal mistrzostw Rosji: 2021 z Awangardem Omsk